# フリーダム!'90
- フリーダム!'90
- フリーダム90

「フリーダム!'90」 (Freedom! '90)は、イギリスのシンガーソングライター、ジョージ・マイケルが発表した楽曲。2枚目のスタジオ・アルバム『LISTEN WITHOUT PREJUDICE VOL. 1』から3枚目のシングルとしてリリースされた。ワム!時代に発表された楽曲「フリーダム」とは同名異曲。
ミュージック・ビデオにはシンディ・クロフォード、ナオミ・キャンベル、リンダ・エヴァンジェリスタ、クリスティー・ターリントン、タチアナ・パティッツといったスーパーモデルが出演。彼女達がこの曲をリップシンクするビデオは話題になった。

## 収録曲
日本盤 3" シングル
1. フリーダム!'90
2. ファンタジー
3. フリーダム!'90（バック・トゥ・リアリティ・ミックス）

## チャート
| チャート (1990–2016年)                  | 最高位 |
| --------------------------------------- | ------ |
| オーストラリア (ARIA)                   | 18     |
| オーストリア (Ö3 Austria Top 40)        | 25     |
| ベルギー (Ultratop 50 Flanders)         | 26     |
| カナダ トップシングルス (RPM)           | 1      |
| カナダ アダルト・コンテンポラリー (RPM) | 15     |
| ヨーロッパ (Eurochart Hot 100)          | 39     |
| フィンランド (Suomen virallinen lista)  | 22     |
| フランス (SNEP)                         | 23     |
| ドイツ (GfK Entertainment charts)       | 41     |
| ギリシャ (IFPI)                         | 10     |
| ハンガリー (Single Top 40)              | 34     |
| アイルランド (IRMA)                     | 17     |
| オランダ (Dutch Top 40)                 | 8      |
| オランダ (Single Top 100)               | 15     |
| ニュージーランド (Recorded Music NZ)    | 13     |
| ポルトガル (AFP)                        | 9      |
| スウェーデン (Sverigetopplistan)        | 20     |
| UK シングルス (OCC)                     | 28     |
| US Billboard Hot 100                    | 8      |
| US Adult Contemporary (Billboard)       | 27     |
| US Dance Club Songs (Billboard)         | 16     |
| ジンバブエ (ZIMA)                       | 1      |

| チャート (1990年)         | 順位 |
| ------------------------- | ---- |
| カナダ (RPM)              | 96   |
| オランダ (Single Top 100) | 95   |

| チャート (1991年)      | 順位 |
| ---------------------- | ---- |
| オーストラリア (ARIA)  | 59   |
| カナダ (RPM)           | 53   |
| 全米 Billboard Hot 100 | 95   |

## ロビー・ウィリアムズのカバー
ロビー・ウィリアムズのバージョンは1996年にリリースされ、ロビーにとってテイク・ザット脱退後初のソロ作品となった。長らくアルバム未収録となっていたが2010年のベスト・アルバム『グレイテスト・ヒッツ 1990-2010』にてアルバム初収録となった。